# Sladké hry minulého léta
Sladké hry minulého léta je název dramatického televizního filmu režiséra Juraje Herze na námět črty Guye de Maupassanta Muška. Film vznikal v době, kdy se Herz dostal do určitého sporu s režimem po premiéře Spalovače mrtvol, proto se také jednalo pouze o televizní projekt točený na Slovensku.
Maupassant napsal črtu jako částečně autobiografické zachycení vlastního bohémského života v 70. letech 19. století. Příběh pojednává o partičce vodáků, mezi které jeden člen přivede svoji dívku – Mušku.
Snímek zachytil slunné léto na Seině (k tomu posloužil slovenský Dunaj) a bezstarostný život vodáků – představitelů francouzské bohémy konzumující absint popřípadě experimentující s malbou – v kontrastu k jejich běžnému životu (především Mušky) ve městě, které přináší neuspokojení. Výtvarné pojetí snímku jasně odkazuje k impresionismu.
Film získal v roce 1970 na MTF v Monte Carlu Grand Prix a Zlatou nymfu za nejlepší barevný program a kameru. V roce 1990 na Finále Plzeň Zlatého ledňáčka.